# Alexandre Dubach
Pour les articles homonymes, voir Dubach.
Alexandre Dubach, né en 1955 à Thoune, est un violoniste suisse.

## Biographie
Après deux ans de leçons chez Elisabeth Schöni à Thoune, il gagne à 9 ans le 1er prix du Concours national de l'Exposition nationale suisse de 1964 à Lausanne, accompagné par sa sœur Daniela au piano. Élève d'Ulrich Lehmann, de Yehudi Menuhin et de Nathan Milstein, il débute à 15 ans dans le concerto en mi mineur de Mendelssohn avec l’orchestre de la Tonhalle de Zurich, où il retourna plus tard comme violon solo.
Il gagne plusieurs concours internationaux comme le prestigieux « Premio Lipizer » à Gorizia en 1986. En 2000, la ville de Thoune lui a décerné son « Kulturpreis ». Alexandre Dubach écrit ses propres cadences de concerto ainsi que des arrangements pour violon solo ; plusieurs formations spéciales ont transcrit des accompagnements pour lui. Il a enseigné entre autres à Castel del Monte, aux cours internationaux de Zurich ainsi qu'à Sion. Ses tournées l'ont mené en particulier en Chine, en Roumanie, en Pologne, au Kosovo, en Italie, en Allemagne, en France et en Bulgarie[réf. souhaitée].

## Discographie
- Paganini : « Complete violin concertos », Orchestre philharmonique de Monte-Carlo, dir. Lawrence Foster et Michel Sasson (3 CD ; Claves record 50-9800)[1].